# فینیاس هیچکاک
فینیاس هیچکاک (به انگلیسی: Phineas Hitchcock) سناتور سابق عضو حزب جمهوری‌خواه ایالات متحده آمریکا بود. وی در سال ۱۸۷۱ تا ۱۸۷۷ میلادی سناتور ایالت نبراسکا در سنای ایالات متحده آمریکا بود.